# Flugunfall der Iljuschin Il-14 CCCP-61618 der Aeroflot
Am 1. Januar 1966 kam es zum Flugunfall der Iljuschin Il-14 СССР-61618 der Aeroflot auf einem Inlandslinienflug von Magadan nach Petropawlowsk-Kamtschatski, wobei alle 23 Insassen starben.

## Flugzeug und Besatzung
Das Flugzeug war eine Iljuschin Il-14P (Luftfahrzeugkennzeichen: СССР-61618, Werknummer: 602108), die seit ihrem ersten Einsatz im Jahr 1957 bis zum Unfall 12.368 Flugstunden und 11.356 Flugzyklen absolviert hatte.
Die Besatzung bestand aus einem Flugkapitän, einem Ersten Offizier, einem Flugingenieur, einem Navigator und einem Funker.

## Verlauf
Alle Zeiten in Moskauer Zeit (MSK) angegeben
Das Flugzeug startete um 1:45 Uhr in Magadan und stieg auf eine Höhe von 3.600 m. Um 3:47 Uhr meldeten die Piloten zwischen Ust-Chairjusowo und Sobolewo, dass das rechte Triebwerk ausgefallen war und sie dessen Propeller in Segelstellung gebracht hatten. Weitere 15 Minuten später meldeten sie eine Höhe von 3.300 m, da mit dem verbleibenden Triebwerk die Höhe nicht gehalten werden konnte. Dem Kapitän wurde geraten, auf dem Flughafen Sobolewo notzulanden. Er erfuhr beim Kontakt mit dem Flughafen, dass die Landebahn verschneit war. Eine Landung wäre nur mit eingefahrenen Fahrwerk möglich gewesen und der Kapitän entschied sich für die Fortsetzung des Flugs nach Petropawlowsk-Kamtschatski. Als das Flugzeug auf 2.900 m sank und damit unter die Sicherheitsflughöhe von 3.100 m, wurden die Piloten angewiesen, auf dem Flughafen Ust-Bolscherezk zu landen. Dort lag dieselbe Situation wie in Sobolewo vor und der Kapitän entschied sich erneut zum Weiterflug. Das Flugzeug kam daraufhin um 25–30 km vom Kurs ab und sank auf 2.700 m. Der Kapitän nahm irrtümlich an, diese Höhe würde ausreichen, um den Berg Jurtschik (2.059 m) überfliegen zu können. Kurz darauf flog das Flugzeug in einen Schneefall mit Turbulenzen, wo mit einem Triebwerk keine Kurve geflogen werden konnte, und verlor weiter an Höhe. Es kollidierte daraufhin um 5:30 Uhr mit dem Jurtschik, auf einer Höhe von 2.049 m bzw. 10 m unter dem Gipfel und 60 km von Petropawlowsk-Kamtschatski entfernt.
Die widrigen Wetterbedingungen verzögerten die Suchaktion. Schließlich wurde am 4. Januar das Wrack gefunden.

## Ursache
Der Grund für den Triebwerksausfall war ein Versagen des Zylinderkopfes Nr. 12 im rechten Triebwerk. Verschärft wurde die Situation durch die Entscheidung des Kapitäns, den Flug mit dem verbleibenden Triebwerk über bergiges Gelände mit Schneefall fortzusetzen.

## Ähnliche Fälle
Aeroflot-Flug 40 am 6. Juli 1962: Auch in diesem Fall versuchten die Piloten einer Il-14 den Zielflughafen trotz Triebwerksausfalls und alternativen Landemöglichkeiten zu erreichen.